# Johann Christian Quandt (1733–1822)
Johann Christian Quandt (Urvaste, 1733. június 9. – Herrnhut, 1822. március 24.) német evangélikus lelkész, a Herrnhuti testvérgyülekezet tagja.

## Élete
Apja idősebb Johann Christian Quandt, a Herrnhuti testvérgyülekezet egyik első vezető képviselője a Balti államokban. Tevékenységében apját követte, 1746-ban Németországba költözött, hogy a testvériség szellemében nevelkedjen. Előbb Wetterauban, majd 1749-től a szászországi Großhennersdorfban élt. A testvérgyülekezet tanácsnokaként beutazta egész Európát. 1764-ben a gyülekezet gazdasági főiskolájának igazgatója lett. 1769-ben egyetemre ment, 1818-ban élemedett kora miatt visszavonult Herrnhutba. 1802-ben Mönne wastse Waimolikko Laolo címmel észt nyelven jelentette meg a Herrnhuti gyülekezet énekeskönyvét.

## Fordítás
- Ez a szócikk részben vagy egészben  a   Johann Christian Quandt der Jüngere című német Wikipédia-szócikk ezen változatának fordításán alapul.  Az eredeti cikk szerkesztőit annak laptörténete sorolja fel. Ez a jelzés csupán a megfogalmazás eredetét és a szerzői jogokat jelzi, nem szolgál a cikkben szereplő információk forrásmegjelöléseként.